# 阿曇氏
阿曇氏（あずみうじ、安曇氏とも）は、「阿曇（安曇）」を氏の名とする氏族。
海神である綿津見命を祖とする地祇系氏族。

## 概要
『記紀』に登場し、『古事記』では「阿曇連はその綿津見神の子、宇都志日金柝命の子孫なり」と記され、『日本書紀』の応神天皇の項に「海人の宗に任じられた」と記されている。その他、『新撰姓氏録』では「安曇連は綿津豊玉彦の子、穂高見命の後なり」と記される。
「阿曇」と「安曇」の表記について、田中卓は、本来は「阿曇氏」であったのが、天平3年（731年）以前に「安曇氏」と書かれるように変更されたと発表した。ただし、全てが一度に変更されたのではなく、安曇広麻呂のように、どちらの表記も用いられる場合もあったという。それに対して、青木治は和銅6年（713年）の好字二字令の時であるとした。
氏人として、『高橋氏文』にある崇神朝に初めて御膳を奉った大栲成命（大栲梨命とも）、『肥前国風土記』に記録される景行朝の阿曇百足（『播磨国風土記』では孝徳朝の人物とされるが、加藤謙吉は、史料ごとに時代に大きく差があるのは、百足が安曇氏の祖としての伝説上の人物であったからであるとしている）、応神天皇三年紀や『筑前国風土記』に登場する大浜宿禰、履中天皇即位前紀に見える阿曇浜子、舒明朝に百済へ派遣された阿曇比羅夫、斉明朝・天智朝に活動した阿曇頬垂などがいる。

## 歴史
全国の阿曇部を管掌した伴造として知られる有力氏族で、発祥地については筑前国糟屋郡阿曇郷・志珂郷（現在の福岡市東部）説、淡路島説などがある。
安曇氏は、日本各地に個々に成立していた海人集団の長が、6世紀以降王権に隷属する過程で1つの氏に統合されたと考えられる。
以下の記述は『日本書紀』、『風土記』による。
景行天皇82年には、熊襲征伐に向かう途中、筑紫において、土蜘蛛を討伐しようとしたが、抵抗が激しかったため、志我神を祀ったという。また、『肥前風土記』によると、景行天皇が巡幸したとき、供者の安曇連百足に命じて、近くの島を視察させたところ、大耳、垂耳という土蜘蛛がいたため、百足は彼らを捕らえた。彼らは貢物をすることを約束したので、天皇は赦免したという。その島は後の値嘉嶋であった。
仲哀天皇9年に、神功皇后は、新羅へ出征するために、磯鹿の海人・草を偵察に遣わしたという。
応神天皇3年には、各地の海人が騷いて、命令に従わなかったため、阿曇連の先祖・大浜宿禰が遣わされて、その騒ぎを平定し、その功で海人の宰となったという。また神功皇后が新羅へ向かった際に、阿曇大浜と阿曇小浜の2人が従軍している。さらに、応神天皇期には海部が設置されたとされる。
履中天皇即位前年には、住吉仲皇子が、仁徳天皇の皇太子である去来穂別皇子に反乱を起こした際に、阿曇浜子が淡路の能嶋の海人を率いて仲皇子側に付いている。その後、浜子は捕らえられ、「浜子の罪は死刑に値するが、恩を与えて、死を免じて「墨（ひたいにきざむつみ）」を与える」として、その日のうちに目の下に入れ墨を入れられた。これにより、入れ墨をした目のことを「阿曇目」と呼ぶようになったという。
推古天皇31年には、阿曇連（欠名）が新羅から賄賂をもらい、蘇我馬子に新羅に派兵するように促したという。また、翌年には同一人物と見られる阿曇連（欠名）が法頭に任じられている。
阿曇比羅夫は、舒明天皇期に百済に使者として派遣されていたが、同天皇13年（641年）の天皇の崩御に際し、翌年に百済の弔使を伴って帰国した。またこのとき百済の王子である翹岐を自分の邸宅に迎えている。斉明天皇7年（661年）には百済救援軍の将軍となり、百済に渡っている。翌662年には、日本へ渡来した百済の王子豊璋に王位を継がせようと水軍170隻を率いて王子と共に百済に渡った。大錦中に任じられた。天智天皇2年（663年）8月に、白村江の戦いで戦死したという。
律令制の下で、宮内省に属する内膳司（天皇の食事の調理を司る）の長官（相当官位は正六位上）を務めている。

## 安曇氏の分布
『播磨国風土記』によれば、阿曇百足は難波の浦に住んでおり、のちに揖保郡に移住したという。百足が難波で住んでいたのは、平安時代に東大寺領安曇江荘があった現在の大阪市西成区堀江地区であり、『日本書紀』に見え、後に安曇氏が氏寺とした「阿曇寺」は、大阪市中央区安堂寺町にあったと考えられている。このことから、安曇氏は摂津国西成郡をも拠点としていたことがわかる。
また、『日本書紀」履中即位前紀によれば、阿曇浜子は淡路島の「野嶋之海人」を統率していたとされ、安曇氏は淡路島にも拠点を持っていたことを示唆している。
他には、隠岐国、備中国、周防国、阿波国、伊予国から安曇氏あるいは安曇部によって海産物が貢納されており、安曇氏は海人集団として西日本を中心に分布していたことがわかる。

### 安曇氏と信濃
安曇氏は、海辺に限らず、川を遡って内陸部の安曇野にも名を残し、標高3190mの奥穂高岳山頂に嶺宮のある穂高神社はこの地の阿曇氏が祖神を祀った古社で、中殿（主祭神）に「穂高見命」、左殿に「綿津見命」など海神を祀っている。内陸にあるにもかかわらず例大祭（御船神事）は大きな船形の山車が登場する。志賀島から全国に散った後の一族の一部は、この信濃国の安曇郡（長野県安曇野市）に定住したとされる。

#### 従来の研究
信濃国に安曇氏が居住するようになった理由について、大場磐雄は日本海沿岸で出土した銅戈、銅剣、石戈、石剣の分布から、筑前国糟屋郡阿曇郷・志珂郷を拠点とした安曇氏が、越後国頸城郡から姫川沿いにヒスイを求めて遡上した結果、安曇野入りしたとした。佐藤雄一も、『釈日本紀』「阿曇連等所祭神」条『筑前国風土記』逸文の筑前国糟屋郡資珂嶋の地名起源譚、『先代旧事本紀』「神代本紀」の「筑紫斯香神」、『新抄格勅符抄』、「大同元年牒」の「阿曇神」、『住吉大社神代記』の「糟屋郡阿曇社」、『延喜式』「神名帳」筑前国糟屋郡条の「志加海神社」などの記述から、連姓を帯びる阿曇連の祀る神が筑前国糟屋郡に所在しているという奈良・平安時代を通して一貫している認識は、大化の改新以前に遡るものと考えられ、阿曇氏の拠点として筑前国糟屋郡志珂郷および隣接する阿曇郷周辺が考えられるとしている。
宮地直一は、『延喜式』『和名抄』などから存在が推測される安曇氏関連氏族が山陰、瀬戸内、近畿及び東海地方に分布しており、中部地方から東にはほとんど見られないことから、東海地方から松本平に入った安曇氏が、古墳時代後期以降に安曇野に進出したとした。
しかし、「弥生時代の安曇氏移住」説は現在の古代史研究において認められることはなく、従前の説に対して、小穴芳美は、安曇氏は5世紀ごろの王権を支えた有力氏族であり、東国への展開はそれ以降のことであるとし、その定着年代は「古墳・出土品の状況からして6世紀後半から7世紀以前を遡るものではない」とした。
笹川尚紀は、安曇氏の部曲である安曇部は、後に安曇郡となる地域の住民の一部から成立したとし、安曇氏の職業を「海人を統括し、天皇の食膳に与るという職掌に基づき、屯倉管理に積極的に関与した」とした。また、屯倉が置かれた場所について、イヌカイ地名とミヤケ地名が近接することから、筑摩郡辛犬郷付近であるとした。そして、筑摩郡には崇賀郡が見え、これは蘇我氏が曽我部を置いたことに由来し、筑摩郡の屯倉設置も蘇我氏が関係しており、安曇氏は蘇我氏と深い関係があったため、屯倉の管理者として信濃に派遣された」と結論づけた。
松崎岩夫は、海での生産活動では経済的に厳しくなったために農業に従事するための安曇部（貢納型部民）を設置したとした。

#### 近年の研究
信濃国と安曇氏の関係について、近年の研究にでは、「6世紀以降、蘇我氏が東国に屯倉の設置を進める中で、蘇我氏と深い関係にあった安曇氏が信濃国の屯倉に派遣され、地域との関係を深めた結果、後の安曇郡域に安曇部が設置された（あるいは、安曇氏は中央に留まるままで、安曇部のみが信濃と関係を深めた）」と考えられている。その根拠は以下の通りである。
- 安曇氏が九州や瀬戸内海沿いには幅広く分布しているのに対し、日本海側では隠岐国と加賀国に見えるのみである上に、東日本における安曇氏は甲斐国、信濃国、美濃国といった山国に多く分布しているため、日本海側の安曇氏と瀬戸内海沿いの安曇氏は別の時期に設置・定住されたものであり、東日本の安曇氏は本来の海人集団としての性質によって移住したものではないと考えられる。
- 蘇我氏が白猪屯倉や児島屯倉を設置していることや、蘇我馬子が葛木県割譲を要求するための使者に阿倍摩侶と阿曇連（欠名）を選んでおり、摩侶のその後の振る舞いから、安曇氏は蘇我氏と深い関係にあり、蘇我氏は安曇氏を通して屯倉経営に携わっていたと考えられる。
- 隠岐国においても、宗我部と安曇部、海部が多く存在している上に、海部郡（海士郡）には御宅郷が存在し、阿曇三雄が郡司として見え、郷域内の矢原遺跡から「多倍」と書かれた墨書土器も出土しているため、蘇我氏、安曇氏、屯倉に深い繋がりがあった。
- 信濃国の屯倉は文献史料上に存在を見出せないものの、千曲市の屋代遺跡からは「三家人部」「石田部」「戸田部」と記された木簡が出土している上に、屋代遺跡から千曲川を挟んだ対岸の更級郡には更埴条理遺跡が広がっており、『和名抄』によれば更級郡、埴科郡に存在した16郷は信濃国の総郷数62の約4分の1を占めており、人口の集中と生産力の高さが想定されていることから、更埴地域には屯倉が設置されていた可能性が高い。設置されていたとすれば、『和名抄』に記された埴科郡英多郷が「アガタ郷」であり、屯倉に関連した地名であると考えられる。
- 信濃国の安曇氏と同じく「内陸かつ東国」の安曇氏が存在した美濃国には三家郷が確認できる。
- 信濃国筑摩郡（現在の松本市）には屯倉の守衛者である犬飼集団の一族・辛犬甘氏が、同じ筑摩郡の南部（現在の塩尻市宗賀地区から松本市神林地区）には崇賀郷（蘇我郷とも記される）がそれぞれ確認できる。
- 蘇我氏は尾張氏を屯倉管掌に当てていたが、屋代遺跡からも「尾張部」と記された木簡が出土している上に、『和名抄』には水内郡に尾張郷が見え、現在の長野市東部には「西尾張部」「北尾張部」の大字が確認できる。

## 安曇氏と海部
安曇氏は、『日本書紀』応神天皇3年11月条に「處々海人、訕哤之不從命。則遣阿曇連祖大濱宿禰、平其訕哤、因爲海人之宰。」とあるように、海人の暴動を抑えた功績によって「海人の宰」となったとされる。また、同天皇5年8月条には、「令諸国定海部及山守部」とあり、海部の起源であるとされ、同時期に海人の宰としての安曇氏と海部が成立したことから、安曇氏は海部の伴造であるとされてきた。しかし、実際に安曇氏が海人の宰領としての役割を史料上で果たすのは、推古天皇の時代である。履中天皇即位前紀には阿曇浜子が淡路島の海人を率いているものの、これは海部ではない。
史料に見える海部は地域によって姓が直や連、臣など、異なる姓を有しているが、これは海部の伴造となった氏族（尾張氏や吉備氏など）に由来していると考えられる。そのため、安曇氏と同族関係を結んだものもあれば、他氏族と結んだものもあると思われ、安曇氏は一部地域の海民を統括し、ヤマト政権の一環に組み入れられたことは考えられるが、全国全ての海人を管掌したわけではなく、各地の海部は安曇氏と同程度あるいはそれ以上に古くに日本各地に設定されて、設置当初から安曇氏とは関係なくヤマト王権に組み入れられていたと考えられる。

## 後裔
『新撰姓氏録』には後裔として右京神別の安曇宿禰と河内国神別の安曇連が記録されている。安曇氏はいくつかの集団から構成されていたが、支族としては阿曇犬養連、辛犬甘氏、凡海宿禰、海犬養氏、八太造が伝わる。また、八太造について、宮地直一は、現在の松本市波田の氏族であったと仮定した。
『新撰姓氏録』によれば、安曇氏に関連する氏族は以下の通りである。
- 右京神別 安曇宿禰 - 海神綿積豊玉彦神子穂高見命之後也。
- 右京神別 海犬養 - 海神綿積命之後也。
- 右京神別 凡海連 - 同神男穂高見命之後也。
- 右京神別 八太造 - 和多羅豊命児布留多摩乃命之後也。
- 河内国神別 安曇連 - 綿積神命児穂高見命之後也。
- 未定雑姓河内国 安曇連 - 于都斯奈賀命之後也。
- 摂津国神別 凡海連 - 安曇宿禰同祖。綿積命六世孫小栲梨命之後也。
- 摂津国神別 阿曇犬養連 - 海神大和多羅命三世孫穂己都久命之後也。

## 関連書籍
- 坂本博『信濃安曇族の謎を追う―どこから来て、どこへ消えたか』 2003年、近代文芸社 ISBN 978-4773370751
- 坂本博『信濃安曇族の残骸を復元する―見えないものをどのようにして見るか』 2007年、近代文芸社 ISBN 978-4773374780
- 亀山勝『安曇族と徐福　弥生時代を創りあげた人たち』 2009年、龍鳳書房 ISBN 978-4947697370